# Sophie de Bavière
Ne doit pas être confondu avec Sophie de Bavière (1376-1428) ou Sophie de Bavière (1935).
 (novembre 2019).
Si vous disposez d'ouvrages ou d'articles de référence ou si vous connaissez des sites web de qualité traitant du thème abordé ici, merci de compléter l'article en donnant les références utiles à sa vérifiabilité et en les liant à la section « Notes et références ».
Frédérique Sophie Dorothée Wilhelmine de Wittelsbach, duchesse de Bavière puis archiduchesse d'Autriche, princesse de Bohème et de Hongrie, née le 27 janvier 1805 à Munich et morte le 28 mai 1872 à Vienne, est un membre par alliance de la maison de Habsbourg-Lorraine, « le seul homme de la famille » disait d'elle le chancelier Metternich. Elle est la mère des empereurs François-Joseph Ier d'Autriche et Maximilien Ier du Mexique.

## Biographie

### Maison de Wittelsbach
Membre de la maison de Wittelsbach, Sophie et sa sœur jumelle, Marie, sont les filles de l'électeur Maximilien IV de Bavière, futur roi de Bavière sous le nom de Maximilien 1er, et de sa seconde épouse, Caroline de Bade.
Petite-fille du margrave Charles-Frédéric de Bade, souverain d'un État petit et de peu d'influence (il n'est même pas un électorat) mais qui est bordé par la France et dont la politique éclairée est admirée en Europe l'électrice Caroline a pour avantage d'être la soeur aînée de la grande-duchesse de Russie Elisabeth Alexeïevna, épouse du grand-duc Alexandre de Russie, héritier du trône de Russie.  Ses autres soeurs « trustent » les trônes d'Europe.  Frédérique est mariée en 1796 au roi Gustave IV de Suède, Marie devient duchesse de Brunswick en 1802 et Wilhelmine, landgravine puis grande-duchesse de Hesse-Darmstadt en 1804.[pertinence contestée]

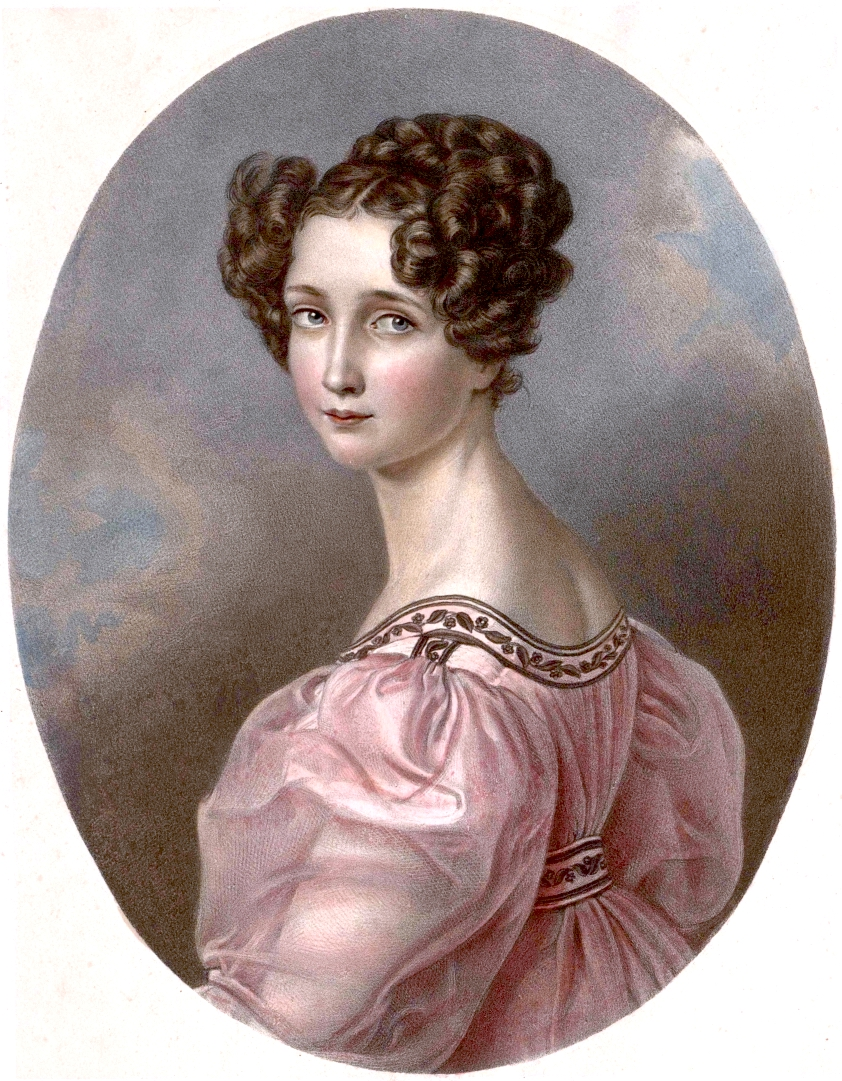
Sophie, duchesse de Bavière, adolescente.

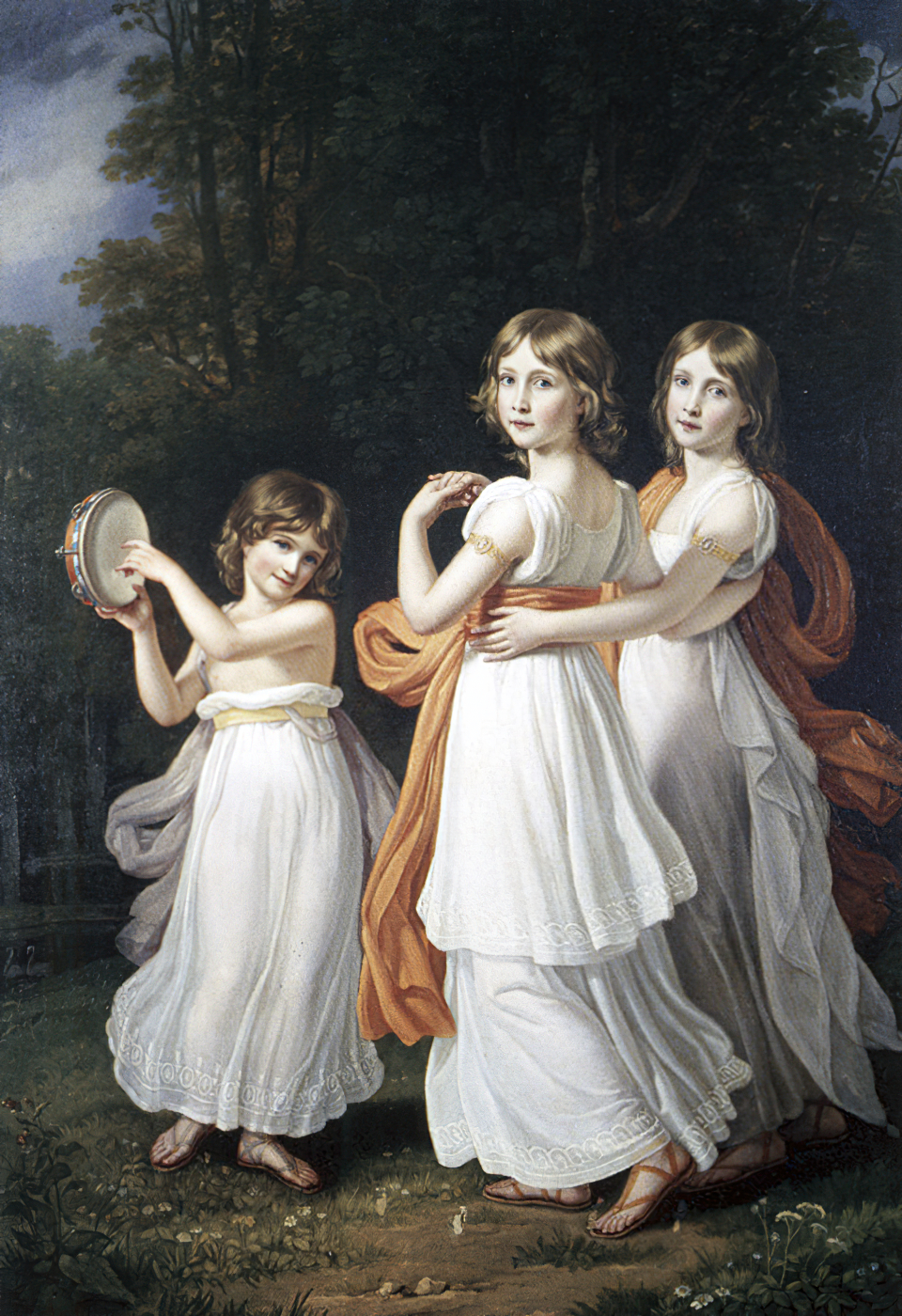
La duchesse Sophie de Bavière et ses deux sœurs, Ludovica et Marie (Stieler, 1815).

L'an 1805 qui commence par la naissance des deux princesses bavaroises se termine par la victoire des Français à Austerlitz. Napoléon Ier impose à l'empereur d'Autriche le démantèlement du quasi-millénaire Saint-Empire romain germanique, sur lequel il règne depuis 1792. L'Autriche ne conserve que les possessions patrimoniales de son souverain, et doit céder le Tyrol et le Vorarlberg donnés à la Bavière qui, comme ses voisins Badois, Wurtembergeois et Saxon, choisit le camp français.
L'empereur des Français crée alors de toutes pièces une « confédération du Rhin », dont il s'attribue la fonction de « protecteur », et à laquelle la Bavière et ses voisins adhèrent sans rechigner. La Bavière, le Wurtemberg et la Saxe deviennent également des royaumes tandis que Bade, dont le soutien à la politique française n'a pas été jugé suffisante, n'est fait que grand-duché.
Soucieux d'une véritable union avec les familles royales d'Europe, Napoléon envisage de marier ses proches aux membres de grandes dynasties : tandis qu'une fille du roi de Wurtemberg est mariée à Jérôme Bonaparte, promu par son frère roi d'un royaume de Westphalie créé ex nihilo, le grand-duc héritier de Bade épouse Stéphanie de Beauharnais, une nièce du premier mari de l'impératrice Joséphine, adoptée Napoléon et donc créée princesse impériale. La sœur aînée de Sophie, Augusta-Amélie de Bavière, épouse en 1806 Eugène de Beauharnais, fils de Joséphine, adopté lui aussi par l'empereur des Français et promu vice-roi d'Italie à Milan. La duchesse Marie-Élisabeth en Bavière, une cousine de la branche cadette, est mariée en 1808 au maréchal Berthier, promu en 1806 au rang de prince (prince de Neuchâtel et de Valangin, puis après la bataille de Wagram en 1809, de Neuchâtel, de Valagin et de Wagram), qui représente l'empereur de Français à Vienne lors des cérémonies du second mariage par procuration du souverain avec l'archiduchesse Marie-Louise. Toutefois, lorsque Napoléon envisage d'unir le prince héritier de Bavière à une de ses parentes, le jeune homme est rapidement marié à une princesse de sang royal, bien que d'une Maison secondaire et protestante. Sans l'exprimer, le roi de Bavière considère une union avec les Bonaparte comme une mésalliance et ne souhaite pas que le mariage de l'héritier de la dynastie puisse un jour être considéré comme morganatique.[réf. nécessaire]
À la chute de l'Empire français, le roi de Bavière ayant opportunément rallié les Alliés, conserve son royaume et son titre et, pour faire oublier son passé « bonapartiste », marie ses filles cadettes aux vainqueurs du jour. Caroline-Auguste, après un mariage annulé avec le prince héritier de Wurtemberg, épouse en 1816 l'empereur François Ier d'Autriche, veuf pour la troisième fois ; Élisabeth épouse en 1820 le roi Frédéric-Guillaume IV de Prusse ; Marie-Léopoldine et Amélie sont chacune à leur tour reines de Saxe. Seule, la benjamine Ludovica ne porte pas couronne, elle est mariée pour des raisons familiales à un cousin d'une branche cadette, le duc Maximilien en Bavière. Elle souffrit beaucoup de sa différence de rang avec ses sœurs mais prit sa revanche en mariant brillamment ses filles[réf. nécessaire].
Ainsi, Sophie est également la tante (et belle-mère) de l'impératrice Élisabeth d'Autriche, la célèbre « Sissi », de la reine Marie des Deux-Siciles et de la duchesse d'Alençon.

### Mariage
Belle et intelligente[réf. nécessaire], Sophie épouse à contrecœur[réf. nécessaire] le 4 novembre 1824 à Vienne l'archiduc François-Charles d'Autriche, homme faible, sans beauté et sans charme, mais apparemment promis au trône impérial, son frère Ferdinand en étant visiblement incapable. En revanche, le jeune archiduc, passionné de chasse, est très amoureux de sa très jolie épouse. N'ayant aucun goût pour le pouvoir ni la politique, il est un époux et un père dévoué voire soumis.
Sa mère, à qui la jeune Sophie se plaignait, lui répondit : « Que voulez-vous, cela a été décidé au congrès de Vienne ». Cependant, quelque temps après son mariage, la jeune archiduchesse écrivait froidement à sa mère : « je ne suis pas heureuse, je suis satisfaite ».[réf. nécessaire].

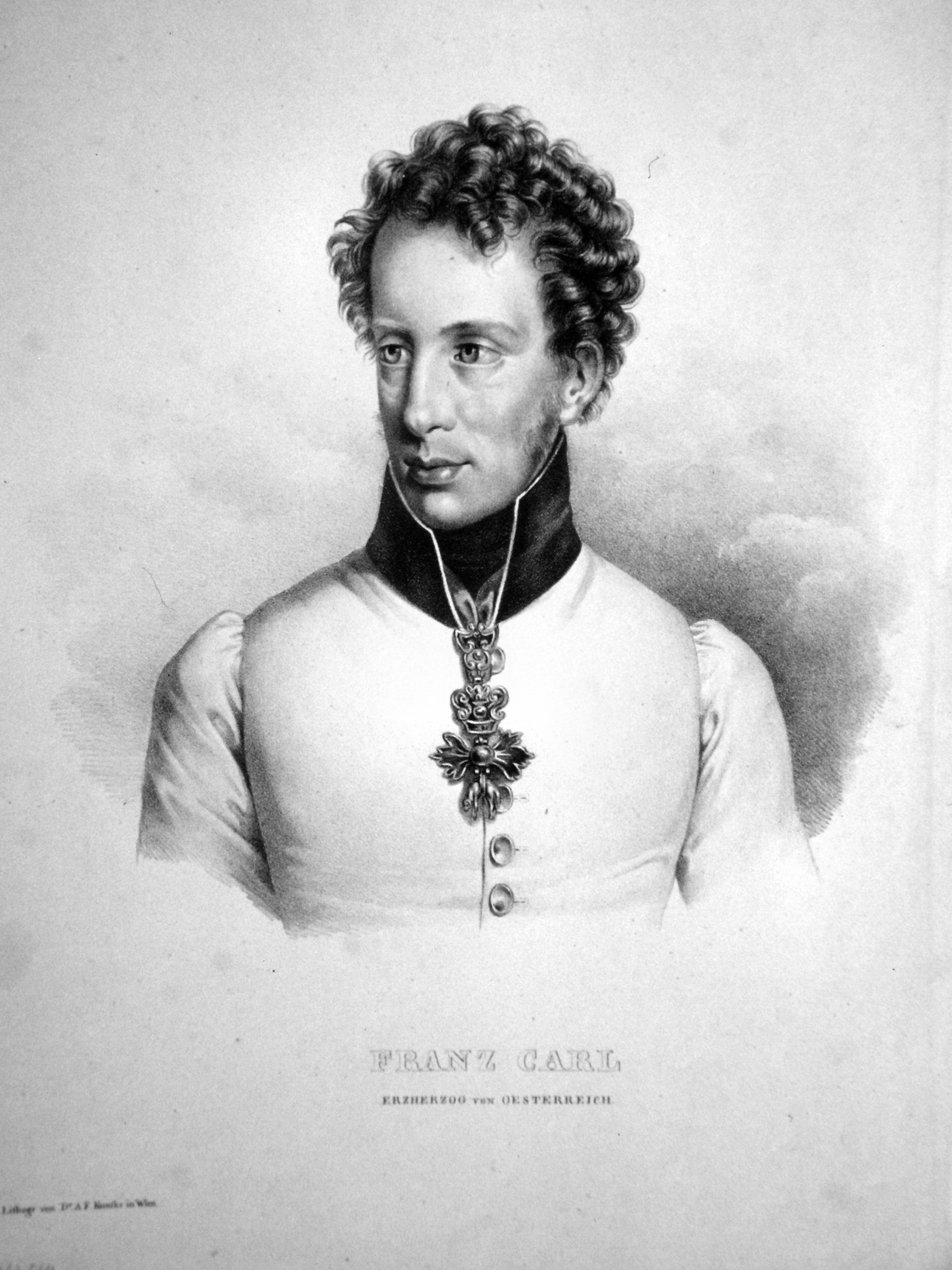
L'archiduc François-Charles (vers 1825).

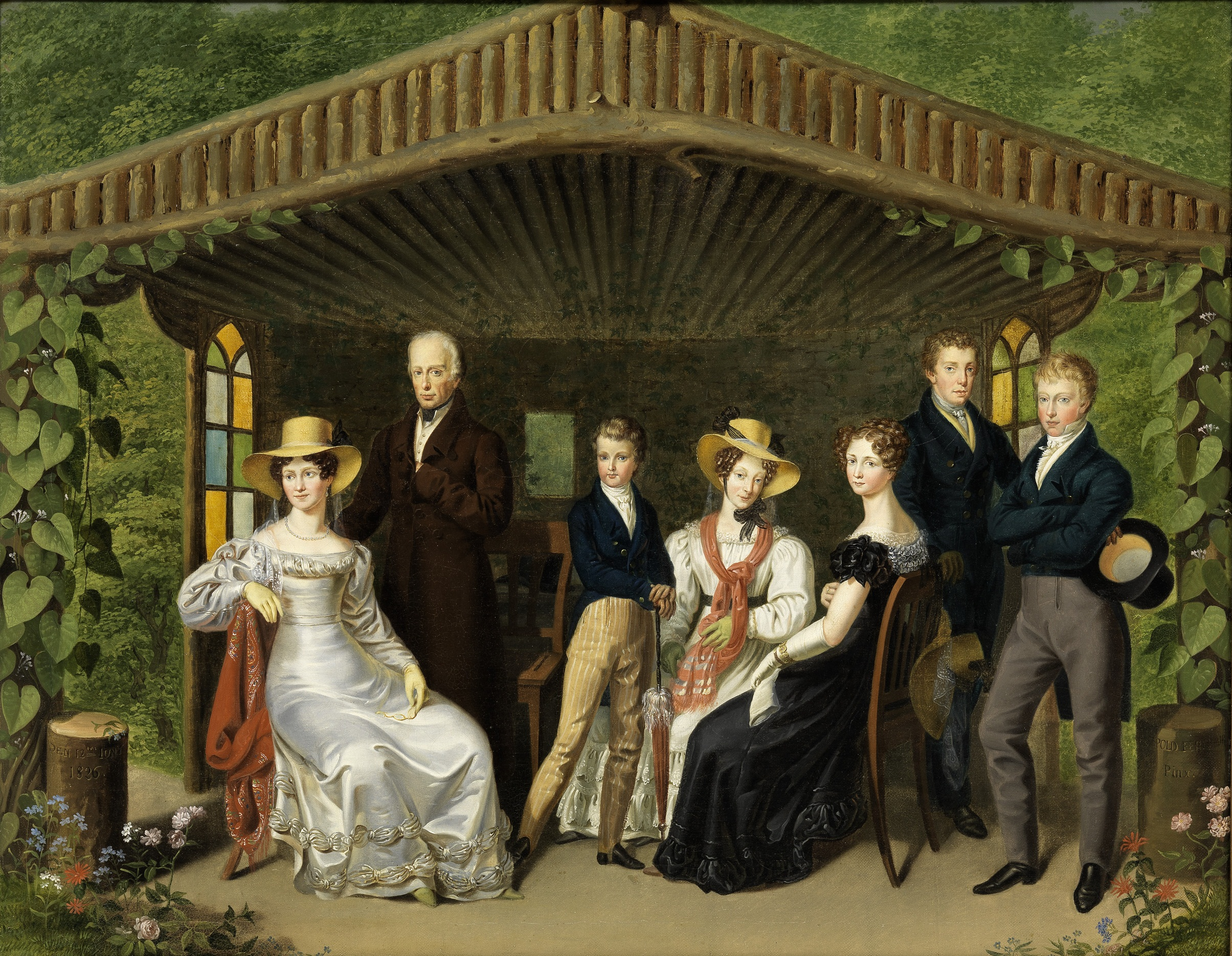
L'archiduchesse au sein de la famille impériale de gauche à droite l'impératrice, l'empereur, le duc de Reichstadt, la duchesse de Parme, l'archiduchesse, le Kronprinz Ferdinand, l'archiduc François-Charles.

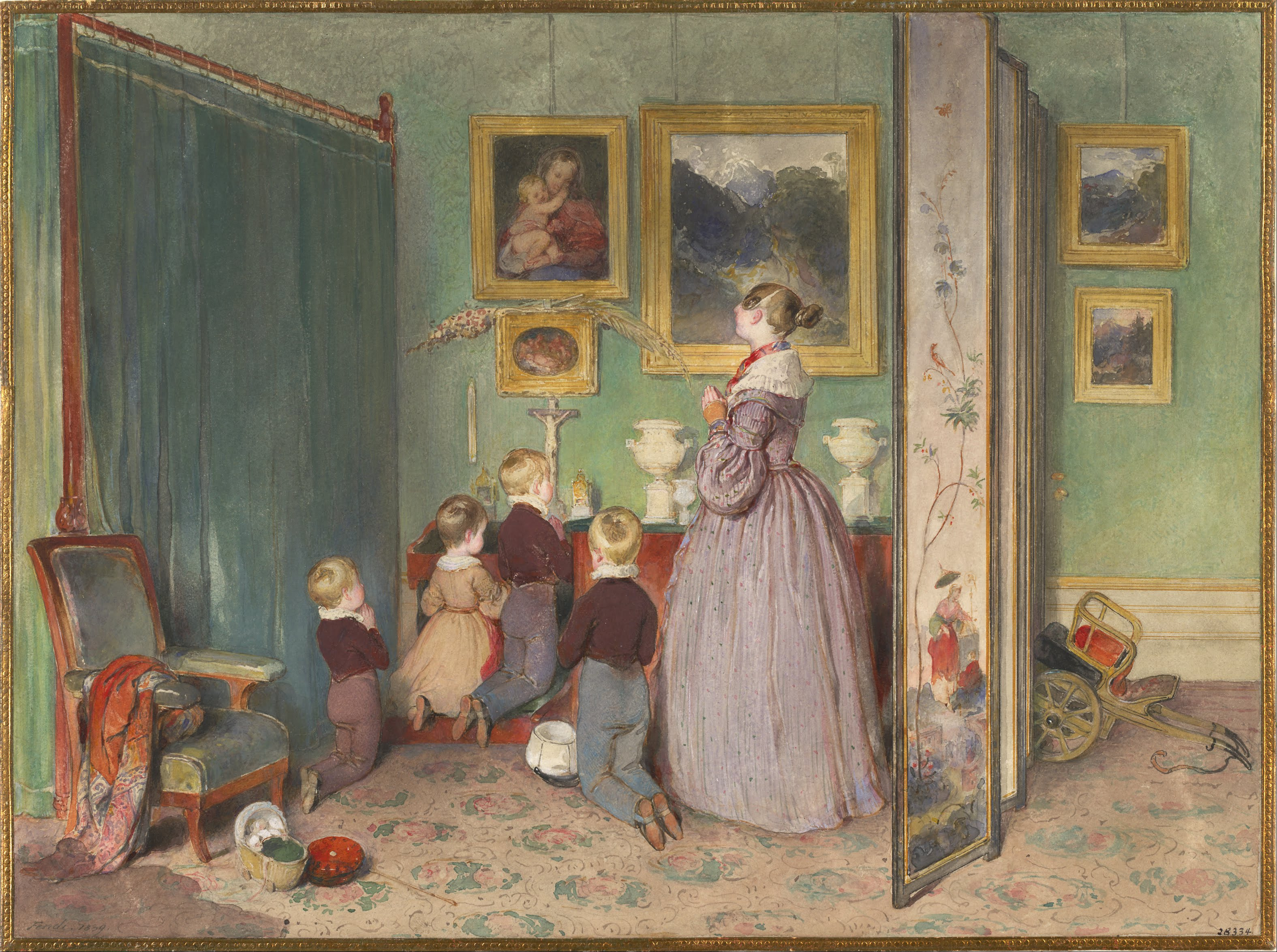
L'archiduchesse Sophie présidant la prière du soir de ses enfants, les archiducs François-Joseph, 9 ans, Charles-Louis, 6 ans et Ferdinand-Maximilien, 7 ans ainsi que l'archiduchesse Marie-Anne, 4 ans qui mourra l'année suivante (Fendi, 1839).

La jeune fille est accueillie chaleureusement par son beau-père et en même temps beau-frère, l'empereur François Ier.

### Descendance
Après six années de tentatives infructueuses, dont quatre fausses-couches (notamment en 1827 et en 1829), de donner naissance à un enfant – un handicap politique –, le couple en a finalement six :
- François Joseph Charles (1830-1916), épouse en 1854 Élisabeth en Bavière (1837-1898) (Sissi) d'où quatre enfants dont :
  - Sophie (1855-1857),
  - Gisèle, née en 1856, fiancée en 1872 à Léopold de Bavière et décédée en 1932,
  - Rodolphe, né en 1858 et décédé en 1889,
  - Marie-Valérie d'Autriche, née en 1868 et décédée en 1924 ;
- Ferdinand Maximilien Joseph Marie (1832-1867), épouse en 1857 Charlotte de Belgique (1840-1927), sans postérité ;
- Charles-Louis (1833-1896), épouse en 1856 Marguerite de Saxe (1840-1858), puis en 1862 Marie de l'Annonciation des Deux-Siciles (1843-1871), puis en 1873 Marie-Thérèse de Bragance (1855-1944), d'où six enfants dont :
  - François-Ferdinand né en 1863 et assassiné en 1914,
  - Othon, né en 1865 et décédé en 1906,
  - Ferdinand-Charles, né en 1868 et décédé en 1915,
  - Marguerite, née en 1870 et décédée en 1902,
  - Marie Annonciade, née en 1876 et décédée en 1961,
  - Elisabeth, née en 1878 et décédée en 1960 ;
- fausse-couche en 1834 ;
- Marie Anne Caroline Pia (1835-1840) ;
- fils mort-né le 24 octobre 1840 ;
- Louis-Victor (1842-1919), sans alliance.

L'archiduchesse est une mère aimante et attentionnée, particulièrement attentive à l'éducation donnée à ses enfants. La mort de sa fille Marie-Anne à l'âge de cinq ans la laisse inconsolable.

### Au cœur des rumeurs

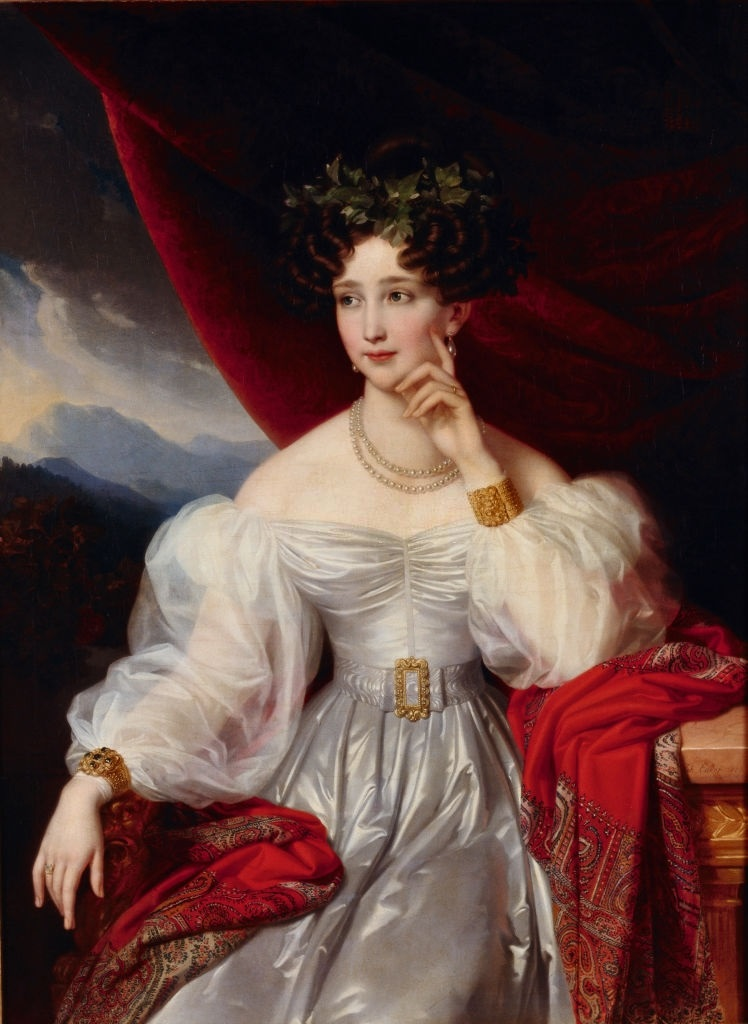
L'archiduchesse Sophie d'Autriche.

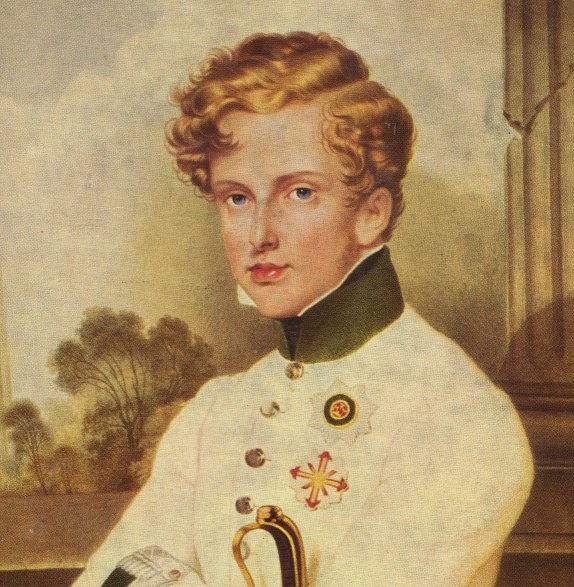
Le duc de Reichstadt.

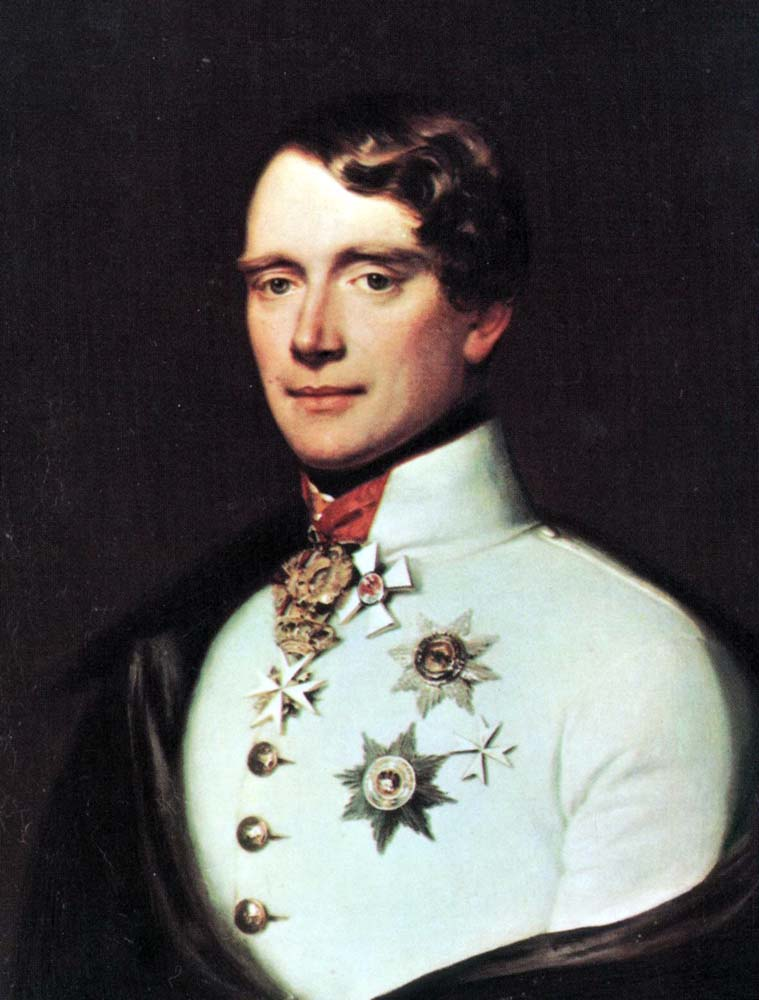
Le prince de Vasa.

Si certains ragots non fondés prétendent que le prince de Vasa serait le père de l'empereur François-Joseph, des propos plus courants affirment que le père de son second fils, Ferdinand-Maximilien, n'était autre que le neveu de son mari, le duc de Reichstadt, fils de Napoléon. Il n'était que de six ans son cadet, et elle lui était intimement liée : elle fut, dit-on, le grand amour de l'Aiglon et l'assista dans ses derniers jours. Membre à part entière de la Maison d'Autriche par sa mère l'archiduchesse Marie-Louise d'Autriche devenue duchesse régnante de Parme, et traité avec affection par son grand-père l'empereur François, le duc de Reichstadt éveilla en Sophie, elle aussi en exil, des sentiments probablement partagés entre amour romantique et amour maternel[réf. nécessaire] mais rien ne permet d'affirmer qu'ils furent amants, bien que l'empereur Napoléon III le crut. Avant de partir pour le Mexique, l'archiduc Maximillien prétendait être le petit-fils illégitime de Napoléon Ier. Pourtant, aucune source n'a jamais pu vérifier la véracité de ces déclarations. Dans le journal que Sophie tenait depuis son enfance, on retrouva des déclarations d'amour et une particulière affection envers le jeune duc de Reichstadt, sans, pourtant, aucune affirmation ou mot laissant entendre une possible histoire d'amour entre les deux.

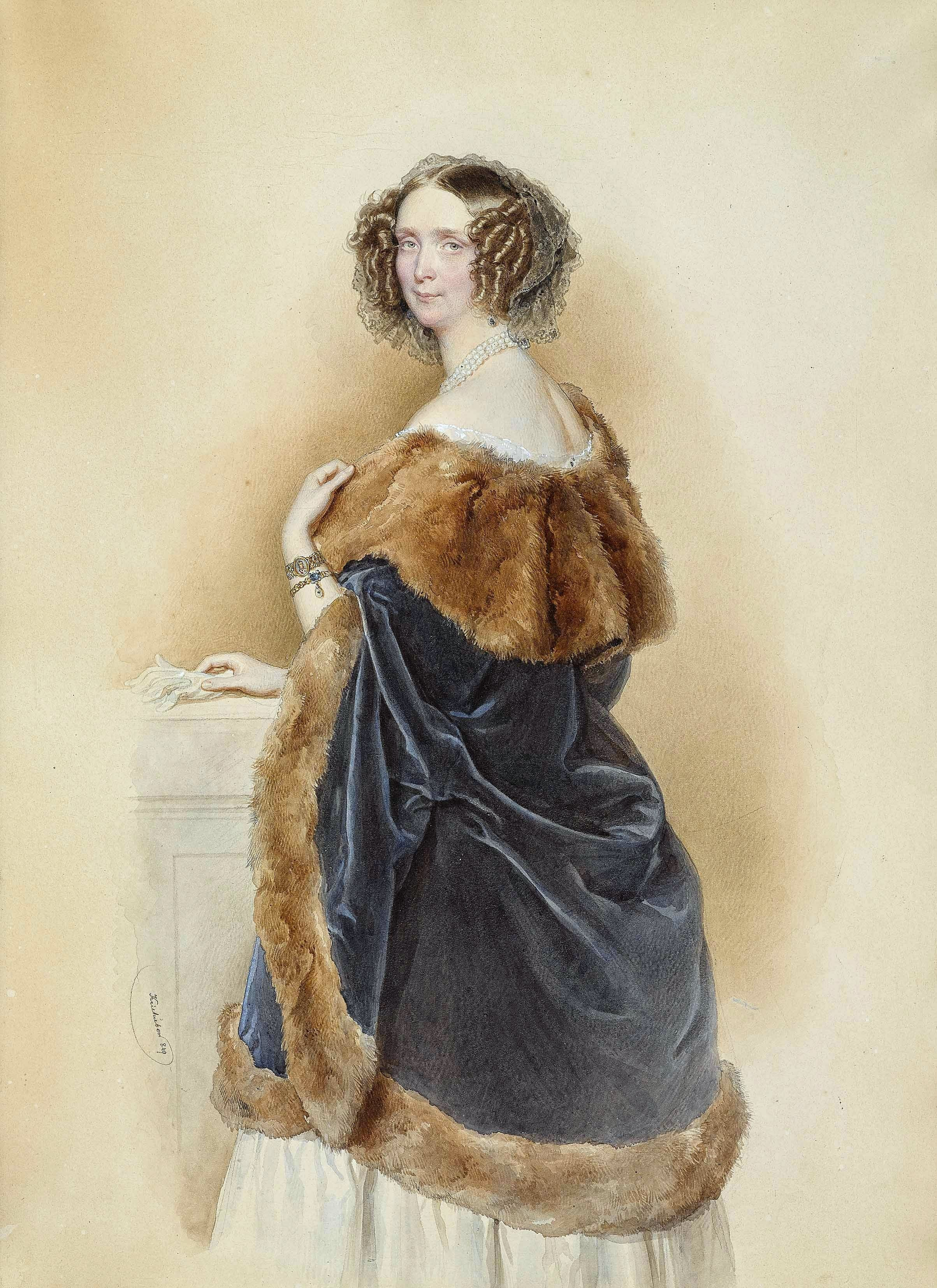
Josef Kriehuber. L'archiduchesse Sophie d'Autriche, princesse de Bavière, 1849, aquarelle sur crayon, partiellement rehaussée de blanc, sur papier,, collection privée.

De même, comme dit précédemment, l'archiduchesse sympathisa avec un cousin utérin,  le prince de Vasa,  fils du roi détrôné Gustave IV de Suède et de Frédérique de Bade. De six ans son aîné, le prince était officier dans l'armée impériale. D'une belle prestance et d'une grande beauté, il l'emportait largement sur l'archiduc François-Charles, quelque peu victime de la consanguinité. Rien ne permet de confirmer les rumeurs qui firent de l'archiduchesse et du prince des amants[réf. nécessaire]. L'archiduchesse était trop consciente de son rang, ses ambitions pour son mari puis pour son fils trop puissantes et son sens politique trop développé pour prendre le risque d'une disgrâce[réf. nécessaire]. En revanche, la princesse Amélie de Suède, sœur du prince de Vasa, fut agréée comme dame de compagnie de l'archiduchesse. Les deux femmes tissèrent des liens d'amitié qui durèrent jusqu'à la mort de la princesse en 1853.
Par ailleurs, la famille paternelle de Sophie devait beaucoup à l'ex-empereur des Français ; Sophie ne cacha jamais son admiration pour Napoléon ni son affection pour son beau-frère Beauharnais. Mais elle concevait également la France comme la mère des idées révolutionnaires, et ne cachait pas son mépris pour les différents régimes qui succédèrent à la Restauration. Sophie rend régulièrement visite aux exilés de Frohsdorf (Madame Royale, le dauphin, Henri d’Artois et sa sœur Louise).
Le roi Louis Ier, frère aîné de l'archiduchesse, fonda la pinacothèque de Munich et se rendit célèbre par sa Galerie des beautés où il fit figurer le portrait de sa sœur.

### Archiduchesse d'Autriche
Dès son arrivée à la Cour de Vienne, la jeune fille y occupe de facto la première place. Sa demi-sœur (et belle-mère), Caroline-Augusta, bien qu'impératrice en titre, lui laisse jouer ce rôle qui convient parfaitement à sa personnalité. L'empereur François Ier la considère comme sa fille et lui témoigne une extrême bienveillance. À la mort de l'empereur François Ier, en 1835, l'impératrice Caroline se retire à Salzbourg et la nouvelle impératrice en titre, née Marie-Anne de Sardaigne et qui ne parle pas l'allemand, ne conteste pas à Sophie cette position.[réf. nécessaire]

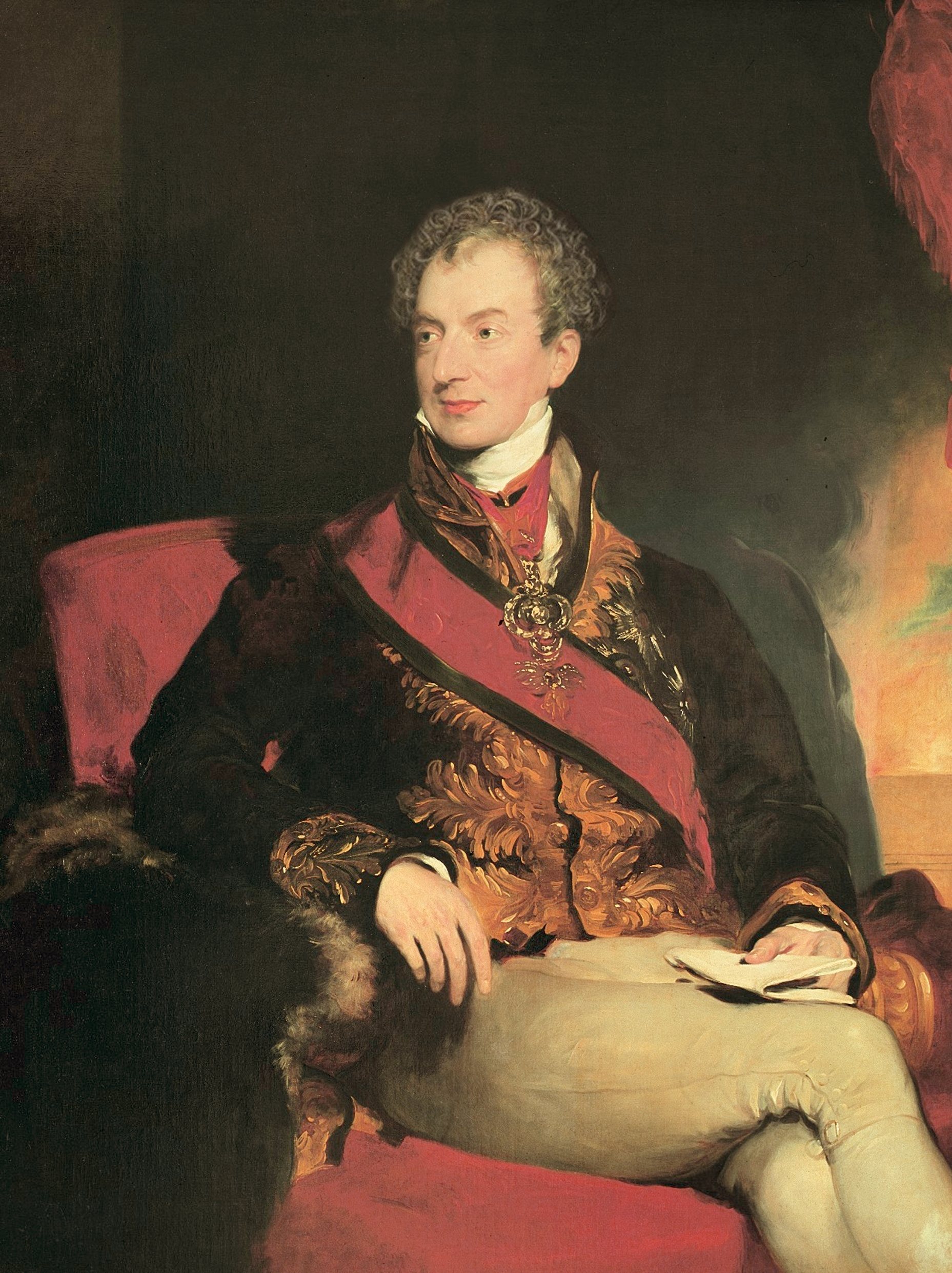
Le chancelier Metternich.

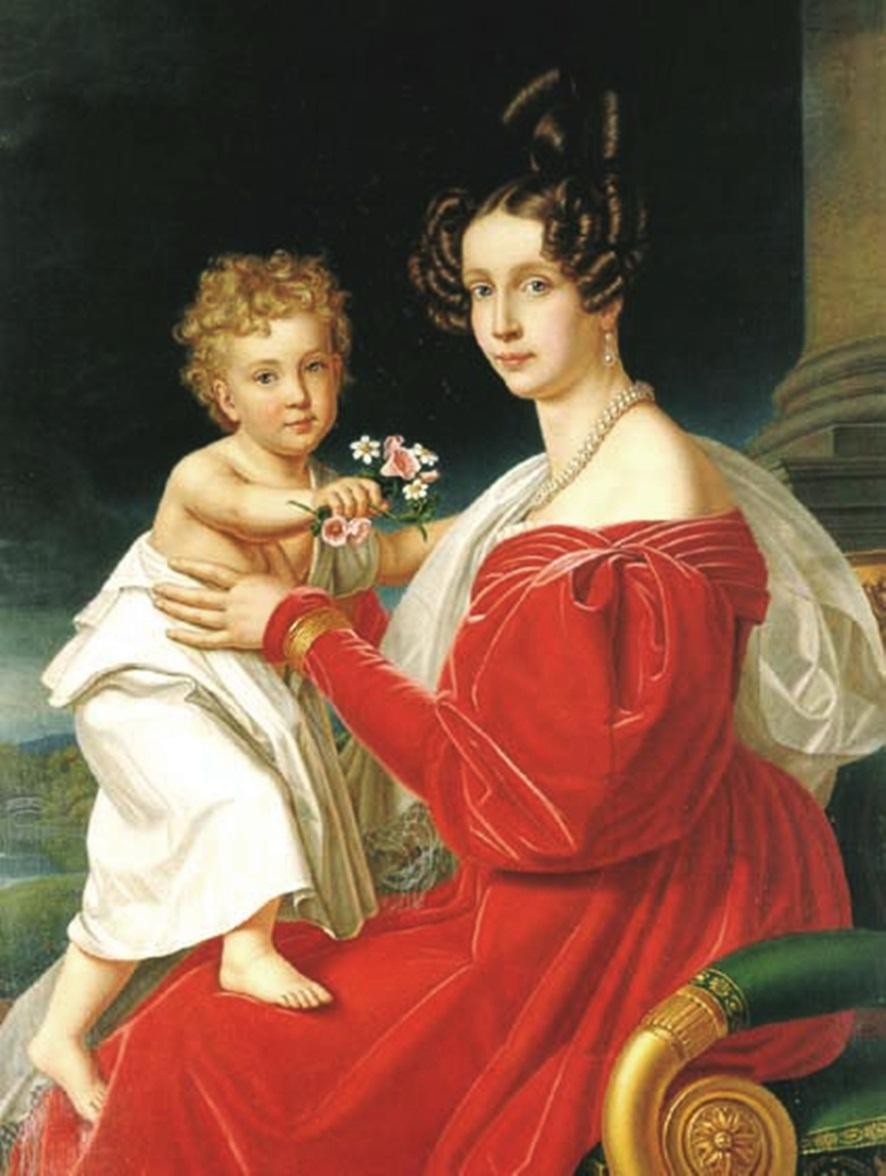
L'archiduchesse (en costume Biedermeier) et son fils aîné, l'archiduc François-Joseph.

Cependant, elle trouve en face d'elle, le chancelier de l'empire, le prince de Metternich qui gouverne depuis 1810 : il se méfie de cette jeune archiduchesse ambitieuse à la forte personnalité qui pourrait lui faire de l'ombre si un jour elle était l'épouse de l'empereur. Confronté aux capacités très limitées de son héritier, l'archiduc Ferdinand, homme d'un caractère doux et aimable mais à la limite de la débilité, l'empereur songeait effectivement à transmettre la couronne à son fils cadet l'archiduc François-Charles. Celui-ci aurait dû à la mort de son père devenir empereur d'Autriche et Sophie impératrice. Le chancelier Metternich évoqua alors le principe dynastique pour s'opposer à cette substitution. Le chancelier voyait dans le monarque plus l'institution que l'homme et il craignait aussi d'avoir à compter avec Sophie, dont le mari était à sa dévotion. D'ailleurs le chancelier, après la naissance de l'archiduc François-Joseph, avait incité l'empereur à conserver ses droits à la couronne à l'archiduc Ferdinand et à le marier alors qu’il approchait de la quarantaine, afin de procréer et d'éloigner Sophie du trône. Avec Ferdinand, un empereur faible, marié à une femme sans intérêt pour les affaires politiques comme l'archiduchesse Marie-Anne, Metternich put ainsi conserver la haute main sur la politique autrichienne durant les treize années suivant la mort de l'empereur François Ier, période de l'histoire appelée le Vormärz. Limitée donc dans ses ambitions, l'archiduchesse reporte ses espoirs sur son fils appelé à succéder à son oncle. Reconnaissant la valeur du chancelier, elle se rapproche de lui et lui confie une partie de l'éducation de son fils, François-Joseph, en qui elle voit déjà le futur empereur.
Bien que quatre de ses sœurs soient souveraines (deux reines de Saxe et une reine de Prusse, une impératrice d'Autriche), et que son frère Louis Ier soit roi de Bavière, Sophie est la véritable tête de la famille Wittelsbach. En 1840, l'archiduchesse perd sa seule fille, qui meurt de maladie à l'âge de 5 ans. L'archiduchesse est inconsolable. En octobre de la même annėe, elle fait une fausse couche.  En 1841, l'archiduchesse perd sa mère. La reine douairière de Bavière, née Caroline de Bade était un soutien et une confidente pour l'archiduchesse qui ressentit douloureusement cette disparition. Enceinte pour la onzième fois[Information douteuse], elle met au monde un quatrième fils, l'archiduc Louis-Victor d'Autriche son dernier enfant, et commence à tenir un journal.
Durant la période Biedermeier, l'archiduchesse fut une figure éminente du monde viennois. Son salon était réputé ouvert aux artistes et elle y reçut, entre autres Franz Liszt et Johann Strauss qui lui consacra une valse. Une des salles de bals les plus fréquentées de Vienne portait son nom, la Sophiensaal. En 1827, le rosiériste français Jean-Pierre Vibert lui dédie une rose créée en 1824 par Cottin, la rose « princesse Sophie de Bavière ».
Se posant résolument comme la championne de la tradition, elle s'opposa avec succès aux projets de mariage du duc d'Orléans, héritier du « roi des barricades » et petit-fils d'un prince régicide, avec l'archiduchesse Marie-Thérèse, fille de l'archiduc Charles-Louis (qui épouse en 1837 le roi Ferdinand II des Deux-Siciles).

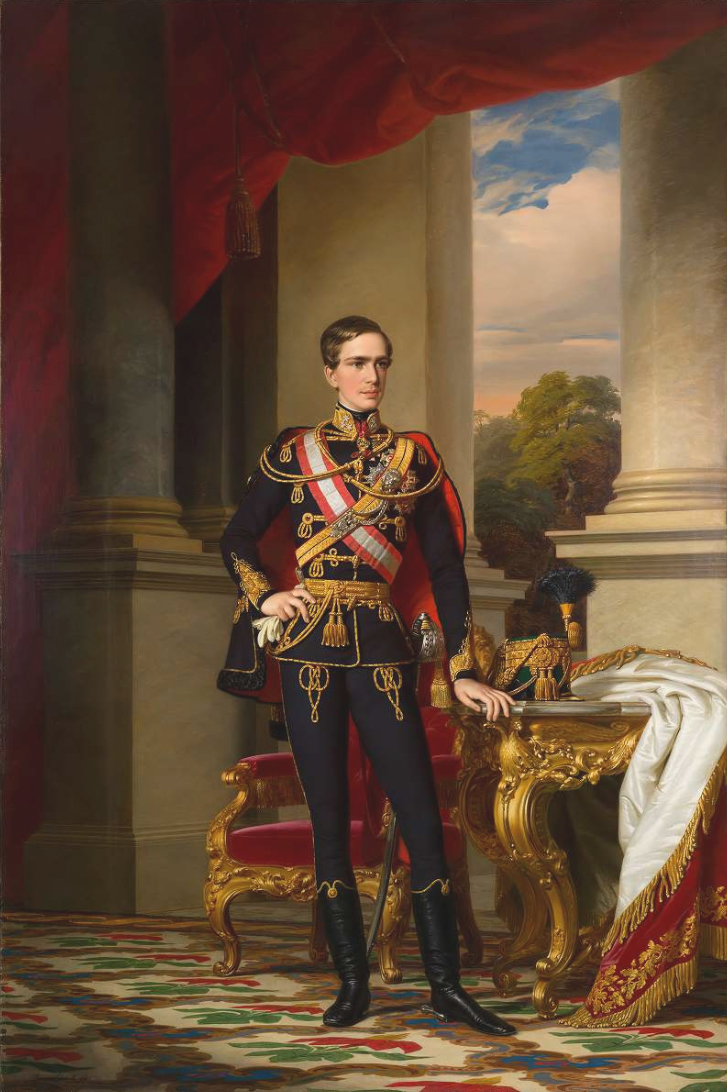
L'empereur François-Joseph en 1853.

Sophie savait également former autour d'elle un cercle familial chaleureux dans ce monde curial qui l'était si peu.

### Révolution de 1848
La révolution de 1848 chasse Metternich du pouvoir et l'oblige à l'exil le 13 mars 1848. La Hongrie se soulève et le roi Charles-Albert de Sardaigne, profitant des difficultés de l'empire autrichien, lui déclare la guerre. La famille impériale se réfugie à Innsbruck puis à Prague et, après l'assasinat du ministre de la guerre Theodor Baillet von Latour, à Olmütz.
Cependant, ayant conscience que la monarchie devait se rénover et que, seul, un jeune souverain pourrait faire face aux troubles causés par les révolutions nationales, l'archiduchesse Sophie, avec la complicité de sa sœur, l'impératrice douairière, veuve de François Ier d'Autriche, et de sa belle-sœur, l'impératrice Marie-Anne, obtient que son mari, l'archiduc François-Charles, trop faible de caractère pour assumer la fonction impériale, renonce à ses droits à la couronne, et que son beau-frère l'empereur Ferdinand Ier abdique en faveur de François-Joseph : ce fut le « complot des Dames ».
L'archiduchesse accorde son soutien au forces conservatrices et à la répression conduite par le général-comte von Grünne, les princes Felix zu Schwarzenberg et Alfred de Windisch-Graetz.

### Influence auprès de François-Joseph

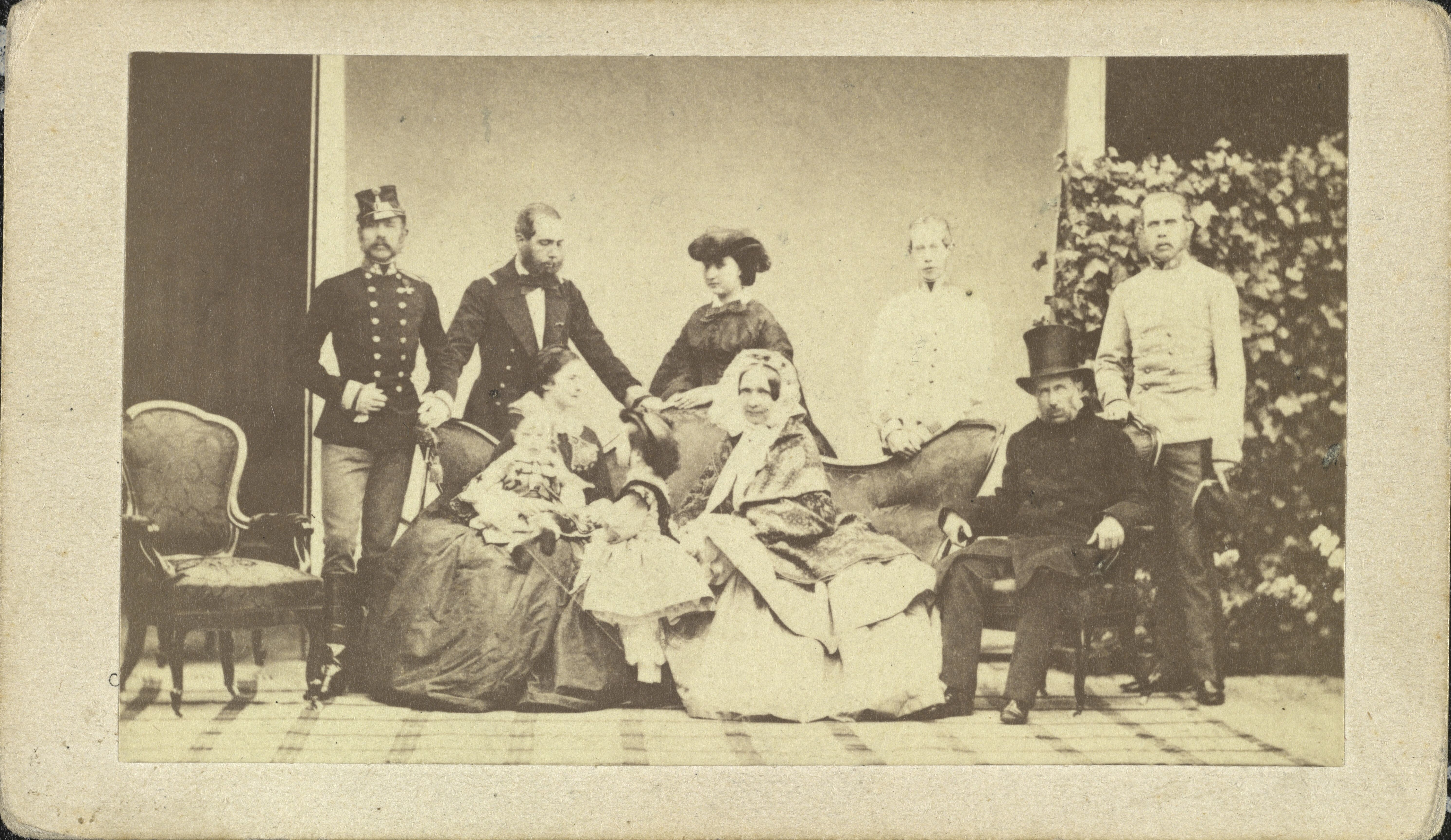
La famille impériale (1861).

Par son caractère et sa fermeté, ainsi que grâce à l'appui des ultramontains, Sophie asseoit les débuts du règne de son fils aîné sur un régime absolutiste et autoritaire qui s'appuie sur l'armée et le clergé catholique. Le Concordat de 1855, qui met un terme à la politique joséphiste autrichienne et renforce le contrôle du clergé sur la société, la réjouit. Cependant cette politique se heurte aux résistances des différentes nationalités qui peuplent l'empire, et aux échecs en politique extérieure. L'empereur est contraint d'adhérer au parlementarisme et de reconnaître une large autonomie à la Hongrie. Déplorant l'évolution de la politique autrichienne, minée par les échecs, l'archiduchesse ne s'efface du pouvoir qu'à l'approche de la mort.
Après avoir écarté l'archiduchesse Elisabeth dont l'empereur s'était épris mais qui cumulait les handicaps politiques - issue de la branche hongroise, veuve d'un prince de la branche de Modène et mère d'une petite fille -, elle souhaite affaiblir la Prusse en mariant une nièce du roi, la princesse Anne de Prusse, à l'empereur. Mais les Hohenzollern ne veulent pas d'une alliance avec les Habsbourg-Lorraine et l'archiduchesse se tourne vers sa Bavière natale, seconde puissance catholique de la Confédération germanique après l'Autriche. Cependant, François-Joseph, faisant preuve pour la première fois d'indépendance, n’épouse pas la fiancée désignée par sa mère, Hélène en Bavière mais sa sœur, dont il est tombé éperdument amoureux, Elisabeth de Wittelsbach, dite « Sissi ».
Les autres fils se marient aussi selon leur cœur. Le troisième Charles-Louis épouse en 1856 la duchesse Marguerite de Saxe, une cousine saxonne qui meurt prématurément, puis la princesse Maria-Annunziata des Deux-Siciles, une cousine sicilienne en exil qui meurt après lui avoir donné quatre enfants, et enfin une princesse de Bragance, fille de l'ex-roi du Portugal, elle aussi exilée, Marie-Thérèse de Portugal.
Ferdinand-Maximilien, le second, épouse très diplomatiquement une princesse ni Allemande, ni Hongroise, ni Slave, ni Italienne : Charlotte, fille du roi des Belges.

### Dernières années et mort

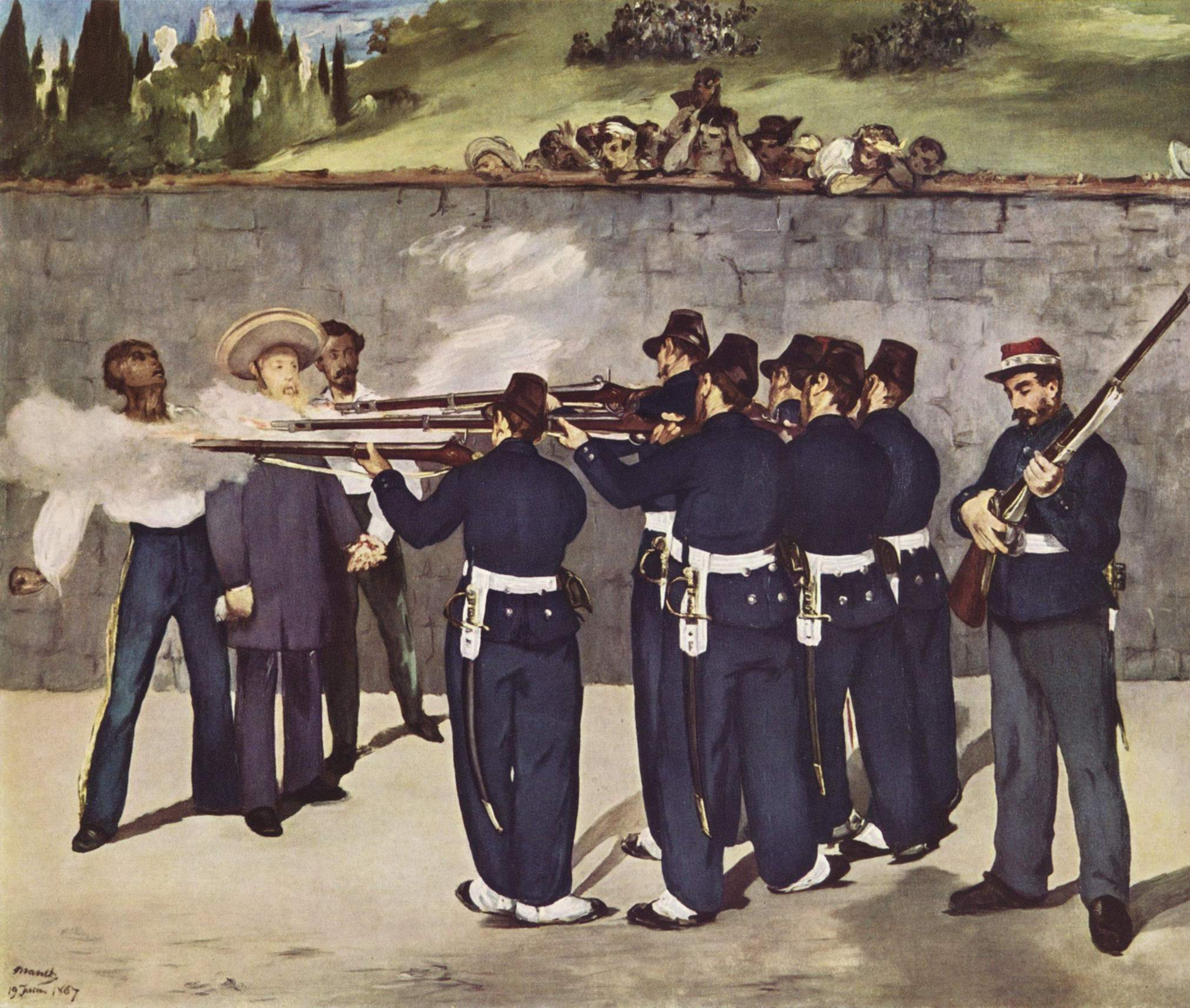
L'exécution de Maximilien, (Manet, 1868).

La défaite de l'Autriche face à la Sardaigne, alliée de la France, qui permet la création du royaume d'Italie en 1861, puis celle de 1866 face à la Prusse qui exclut l'Autriche de la sphère germanique, le Diplôme d'octobre 1860 qui met fin au néo-absolutisme, le compromis austro-hongrois de 1867, victoire de l'impératrice Élisabeth et la révision du concordat sous l'impulsion de la majorité libérale de la diète consacrent la mort politique de l'archiduchesse. La mort tragique de son fils Maximilien, l'empereur du Mexique, fusillé en 1867 à Queretaro après un procès inéquitable la brise. La guerre franco-prussienne de 1870/1871, qui consacre l'unification de l'Allemagne sous l'égide de la Prusse, la confine un peu plus dans une solitude morale. Elle se rend alors à Possenhofen chez sa sœur Ludovika mais s'y trouve confrontée à une famille endeuillée : Hélène, veuve éplorée mais digne de son mari, mort prématurément, et le duc Charles-Théodore, dont la jeune épouse Sophie de Saxe est morte à l'âge de 22 ans, laissant une fille, Amélie Marie.
L'archiduchesse se retire peu à peu du monde. Elle n'assiste pas au couronnement de son fils et de sa belle-fille à Budapest. Elle ne pardonna jamais à Napoléon III d'avoir entraîné son fils dans l'aventure mexicaine, puis de l'avoir abandonné, et refuse de le rencontrer lors de la visite de condoléances que celui-ci fait à Vienne quelque temps plus tard. Elle salue cependant la bravoure des troupes bavaroises pendant la guerre franco-prussienne, mais déplore l'inféodation de sa patrie à la Prusse. Enfin, la mort prématurée de sa belle-fille l'archiduchesse Maria-Annunziata, qui laisse l'archiduc Charles-Louis veuf pour la seconde fois à l'âge de 38 ans avec quatre enfants en bas âge, affecte fortement l'archiduchesse. Elle soutient son fils et se consacre à sa vie familiale, notamment à ses petits-enfants, l'archiduchesse Gisèle et le Kronprinz Rodolphe ainsi qu'aux enfants de la défunte Maria-Annunziata, les archiducs François-Ferdinand dont elle note le caractère nerveux, Othon et Ferdinand-Charles et la petite Marguerite née en 1870.
En 1872, elle assiste aux fiançailles de sa petite-fille, l'archiduchesse Gisèle à peine âgée de 15 ans, avec le prince Léopold de Bavière. Tout en respectant les convenances sociales, cette union est un mariage d'inclination auquel l'impératrice a largement contribué. Une fois encore Habsbourg-Lorraine et Wittelsbach s'allient mais, tout en se réjouissant du bonheur des amoureux, l'archiduchesse, fidèle à elle-même, conclut : « politiquement, ce mariage ne vaut rien ».
Sans se départir de sa dignité, l'archiduchesse meurt d'une pneumonie le 28 mai 1872 à l'âge de 67 ans. Elle sera veillée jusqu'à sa mort par l'Impératrice Elisabeth, sa belle-fille.

## Dans la culture

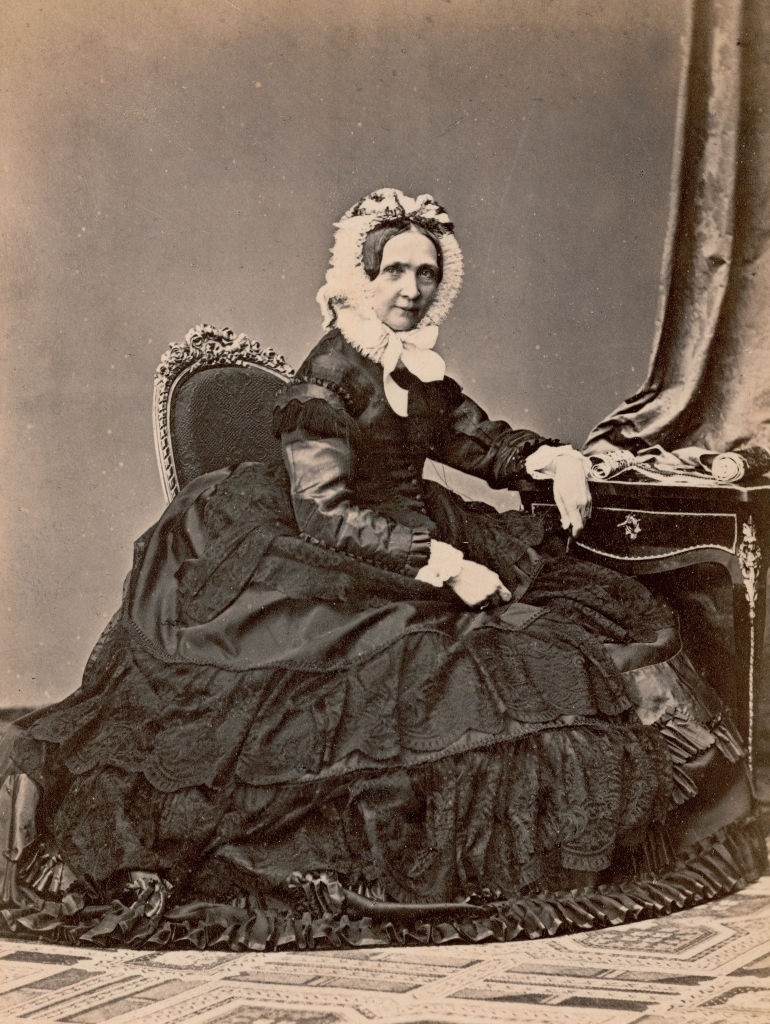
L'archiduchesse Sophie en 1866.

Le cinéma – notamment l'œuvre de Ernst Marischka – a laissé de l'archiduchesse Sophie (interprétée par Vilma Degischer) l'image d'une femme politique au caractère ferme et autoritaire. Les diplomates disaient qu’elle était « le seul homme de la famille impériale ». Ce caractère bien trempé se heurta très vite à la personnalité indépendante de sa jeune belle-fille et nièce, l'impératrice Élisabeth.
L'archiduchesse Sophie n'était pas la méchante femme présentée parfois : son principal souci était la grandeur de l'Autriche et de sa maison souveraine, ce qui explique qu'elle n'hésita pas à inspirer à son fils une politique réactionnaire, autoritaire, centralisatrice et cléricale.
La révolution de 1848, qui ébranla fortement le principe monarchique, l'effraya mais ne lui fit pas perdre contenance. Ayant compris qu'une période nouvelle était advenue, elle préféra renoncer au trône en y plaçant son fils aîné à peine sorti de l'adolescence : « Adieu ma jeunesse » aurait dit l'empereur de 18 ans.
Si elle avait renoncé au trône, l'archiduchesse n'avait pas renoncé au pouvoir. À peine cinq ans plus tard, l'archiduchesse cherchait pour son fils l'empereur François-Joseph une union capable de renforcer la monarchie danubienne. La princesse Hélène en Bavière, dix-neuf ans, sage, pieuse et cultivée, fut choisie. Les deux promis ne furent consultés que pour la forme.

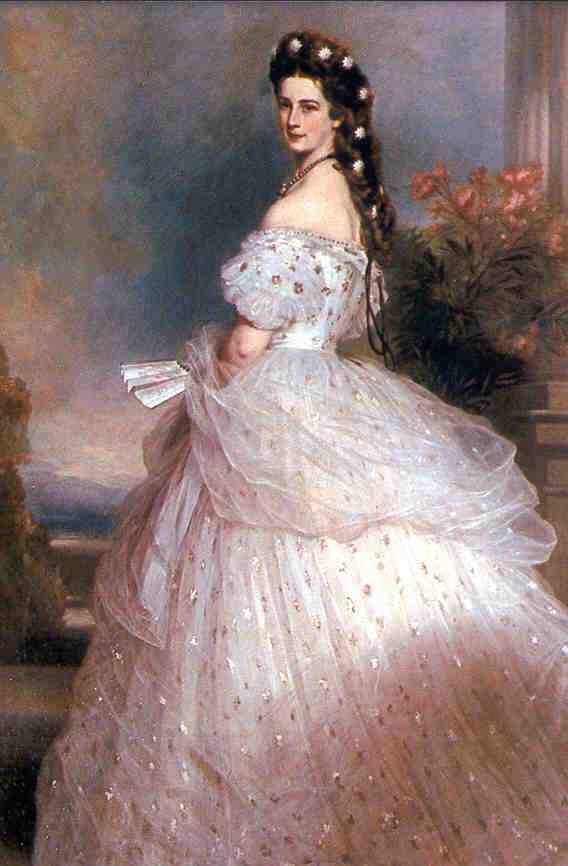
« Sissi » en 1865.

Mais l'archiduchesse dut s'incliner devant la volonté de son fils, décidé à choisir lui-même son épouse : Elisabeth, la duchesse Elisabeth Amélie Eugénie en Bavière — plus connue sous le surnom de « Sissi » (en allemand : Sisi) — pas plus consultée que sa sœur sur le sujet.
Comme toujours, l'archiduchesse s'adapta, disposée à aimer sa belle-fille mais se montra très exigeante avec elle. Celle-ci, élevée très librement, ne put s'adapter à la cour et à la rigidité du protocole. De son côté, femme de devoir, l’archiduchesse ne pouvait comprendre que l'impératrice fît passer ses sentiments avant les devoirs de l'État.
Au seuil de la vieillesse, les déboires politiques et familiaux qui l'atteignirent finirent par briser cette femme forte. Les défaites militaires de 1859 et 1866, le Diplôme d'octobre 1860 qui mettait fin à l'absolutisme, la révision du concordat moins favorable au clergé et la création de l'Autriche-Hongrie, signèrent l'échec de sa vision politique. La catastrophe mexicaine qui fut fatale à son fils préféré la brisa. L'unification de l'Allemagne sous l'égide de la Prusse, à laquelle la Bavière avait dû prêter son concours, fut aussi une humiliation et un chagrin.